# Фондација Темпус
Фондација Темпус је организација која има за циљ промовисање програма Европске уније везано за образовање.

## Историјат
Фондација Темпус је основана октобра месеца 2002. године као организација треба да спроводи Темпус програм, који има за циљ модернизацију високог образовања. Са промовисањем програма Еразмус Мундус почиње од 2007. године. Еразмус Мундус је програм који се односи на високо образовање европских мастер и докторских студија.
Од 2011. године у своје активности додала је и Програм за целоживотно учење, којим су обухваћени и предуниверзитетски нивои образовања. Фондација Темпус је сарађивала са великим бројем институција, почев од  универзитета и високих школа до основних и средњих школа и организација, државних институција, предузећа и организација цивилног друштва које су активне у области образовања. Од како је основана Фондација Темпус доприноси развоју образовања и људских ресурса и развоју друштва тако што успоставља сарадњу са свим друштвеним партнерима, међународном сарадњом и радом са појединцима и институцијама.